# Za svitu měsíce
Za svitu měsíce (v anglickém originále Moonlight) je americký televizní seriál vysílaný na televizní stanici CBS v letech 2007–2008. První díl byl oficiálně odvysílán 28. září 2007, poslední pak 16. května 2008. V hlavních rolích hrají Alex O'Loughlin (Mick St. John), Sophia Mylesová (Beth Turner), Jason Dohring (Josef Konstantin) a Shannyn Sossamon (Coraline). Seriál vytvořili Trevor Munson a Ron Koslow, produkovaly jej společnosti Warner Bros. a Silver Pictures.

## Příběh
Navždy spolu. Tyhle slova si svůdná Coraline vzala k srdci, když v roce 1952 o svatební noci přeměnila 30letého Micka v upíra. Mick St. John – nesmrtelný soukromý detektiv z Los Angeles. Se svým osudem se nikdy nesmířil. V tom, co je, nevidí žádný dobrý smysl a rád by byl znovu člověkem. Je charismatický, inteligentní a pozoruhodně čestný. Teď pomáhá lidem řešit jejich problémy prostřednictvím svých smyslů a nadpřirozených schopností.
Jaký by byl život bez přátel? Věčně mladý, škodolibý, bohatý obchodník Josef, to je Mickův upíří kamarád. Josef bere život tak, jak je a doslova si ho užívá.
Kdysi dávno pracoval Mick na případu únosu malé dívky. Zjistil, že za únosem stojí jeho manželka Coraline a při záchraně dítěte ji zabíjí (aspoň si to myslí). Od té doby se snaží být malé dívce Beth vždy na blízku. Z upíra se navíc stává anděl strážný. Z Beth vyrostla krásná, ambiciózní reportérka pro BuzzWire. Opětovné setkání Micka a Beth nedá na sebe dlouho čekat. Citové pouto mezi nimi je stále hlubší. Může existovat přátelství mezi člověkem a upírem? Je a bude vztah Micka a Beth pouze na profesní rovině, když má Beth přítele?
Mick žije mezi dvěma světy… bojem, kde na jedné straně stojí jako soupeř jeho nesmrtelnost a na druhé láska.

## Obsazení
| Alex O'Loughlin  | Mick St. John    |
| Sophia Mylesová  | Beth Turner      |
| Jason Dohring    | Josef Konstantin |
| Shannyn Sossamon | Coraline         |
| Jacob Vargas     | Guillermo        |
| Jordan Belfi     | Josh Lindsey     |
| Brian J. White   | Carl Davis       |
| Eric Winter      | Benjamin Talbot  |
| David Blue       | Logan            |

## Vysílání
| Řada | Díly | Premiéra v USA | Premiéra v USA  | Premiéra v ČR | Premiéra v ČR |
| Řada | Díly | První díl      | Poslední díl    | První díl     | Poslední díl  |
| ---- | ---- | -------------- | --------------- | ------------- | ------------- |
| 1    | 16   | 28. září 2007  | 16. května 2008 |               |               |